# Antoni (?) Calders
Antoni (?) Calders (Llucmajor, segle xv — Mallorca) va ser un escriptor i eclesiàstic. Alguns historiadors han apuntat que es deia Nicolau Calders.
Frare franciscà, es va retirar a Randa el 1440 perquè no va admetre la reforma de l'orde. Va ser confessor de la reina Maria de Castella, muller d'Alfons el Magnànim. Va redactar un tractat de mística popular per encàrrec de la reina titulat Exercici de la Santa Creu el 1446. Va ser adaptat per Francesc Marçal, del convent de Sant Francesc de Mallorca, i imprès a Mallorca l'any 1683 per Francesc Oliver.